# David Richard Pigot
David Richard Pigot (vers 1796 - 22 décembre 1873) est l'un des principaux juges irlandais de son temps. Il est le père de John Edward Pigot, un collectionneur de musique réputé et l'un des fondateurs de la Galerie nationale d'Irlande et le grand-père de l'astronome australien et jésuite Edward Pigot.

## Biographie

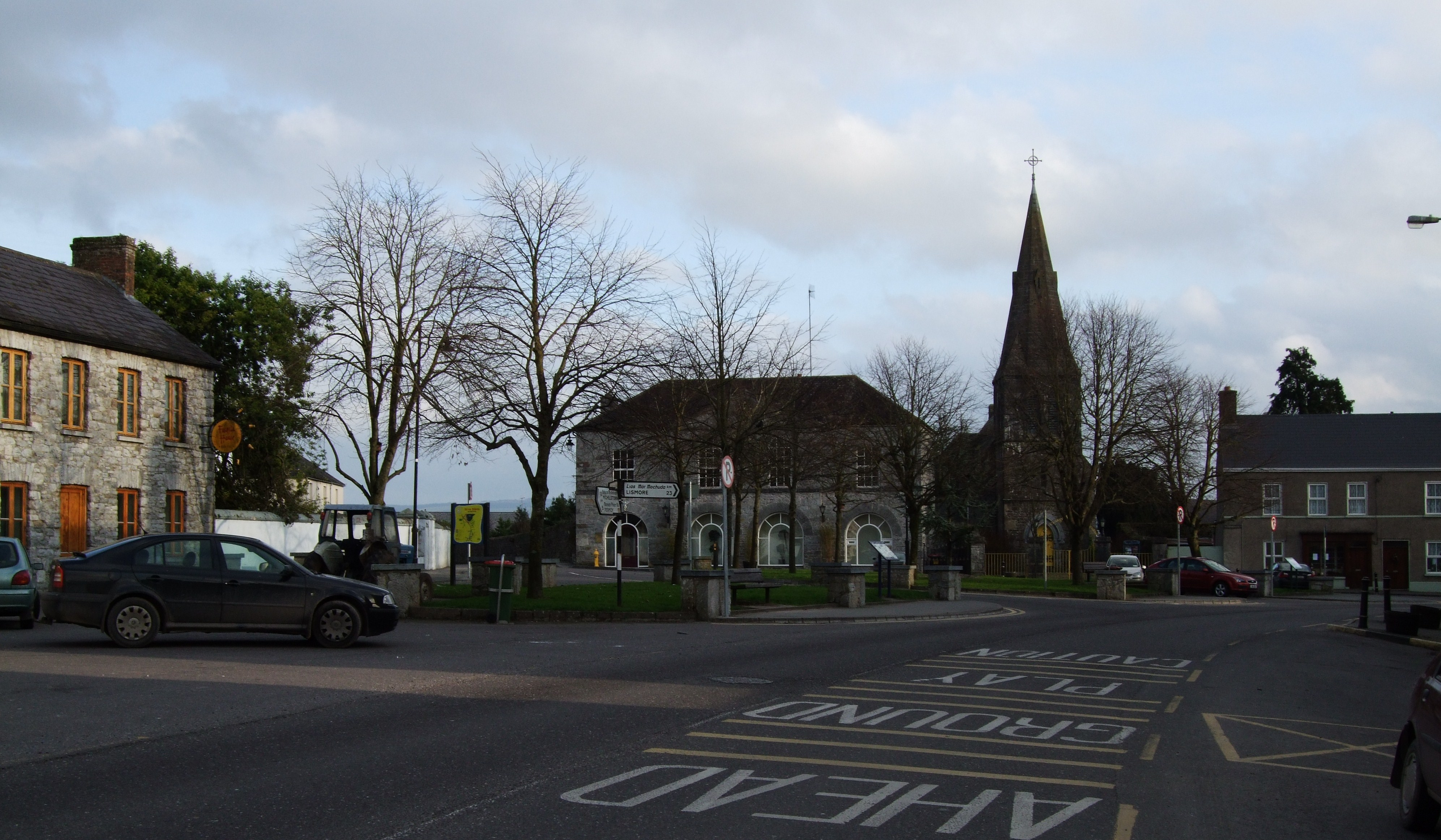
Kilworth, comté de Cork, lieu de naissance de Pigot

Pigot est né à Park House, à Kilworth, dans le comté de Cork, fils unique de John Pigot, docteur en médecine de grande réputation, et de sa femme Margaret Nagle. Il va à l'école de Fermoy et est diplômé de l'Université de Dublin. À l'origine, il a l'intention de suivre la profession de son père et étudie la Médecine à Édimbourg. Il décide alors de faire carrière dans le droit, est admis au barreau en 1826 et devient conseiller du roi en 1835. Il représente Daniel O'Connell lors des tentatives de poursuites contre lui en 1831, et plus tard, il est l'un des rares juges dont O'Connell ait fait l'éloge. Il est nommé solliciteur général d'Irlande en 1839 et élu au Parlement en tant que député de Clonmel la même année. Il est procureur général de l'Irlande de 1840 à 1841. Il est un visiteur de Maynooth College. En 1846, il est nommé baron en chef de l'Échiquier irlandais et occupe cette fonction jusqu'à sa mort. Il est brièvement envisagé pour le poste de Lord Chancelier d'Irlande en 1868.
Il habite au n° 80 Merrion Square, qui est alors l'une des rues les plus en vogue de Dublin, où plusieurs de ses confrères judiciaires ont également leurs résidences. Contrairement à nombre de ses confrères, il ne semble pas avoir eu de « place au pays ».

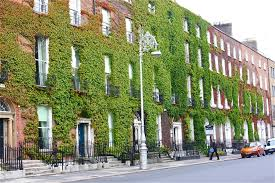
Merrion Square - Pigot habitait au n° 80

Ball dans The Judges in Ireland 1221-1921  et Delaney dans sa biographie du successeur de Pigot, Christopher Palles  font l'éloge de Pigot en tant que juge d'une grande intelligence, de principes élevés et d'intégrité. Tous deux s'accordent à dire qu'il avait un grave défaut : son habitude d'enquêter sur les moindres détails des litiges, ce qui avait tendance à allonger considérablement la durée des audiences. Ball déclare cependant que le barreau irlandais considérait cela avec indulgence comme une faute très mineure chez un juge pour lequel il ressentait le plus grand respect. 
Dans ses dernières années, des questions sont soulevées dans la presse sur sa capacité à s'acquitter de ses fonctions, mais ces critiques portent uniquement sur sa santé physique, plutôt que sur son manque de compétence juridique : en 1855, le Law Times le désigne comme l'un des cinq hauts magistrats considérés comme trop vieux ou trop malades pour travailler efficacement et note qu'il a récemment passé six mois en Espagne pour sa santé. Vraisemblablement, sa santé s'est rétablie, car il continue ses fonctions judiciaires pendant encore dix-huit ans et est décédé en fonction le 22 décembre 1873. Il est enterré, aux côtés de sa femme Catherine et de ses parents dans le cimetière de Killgullane, près de Kilworth, où sa tombe est encore visible.

## Famille
Pigot épouse Catherine Page, fille de Walter Page (ou Paye) d'Araglin Mills, un voisin des Pigots à Kilworth, en 1821. Ils ont cinq fils, John Edward, David, Walter, JonasQuain et Thomas, et deux filles, Marie et Catherine. Sa femme est décédée en 1869.

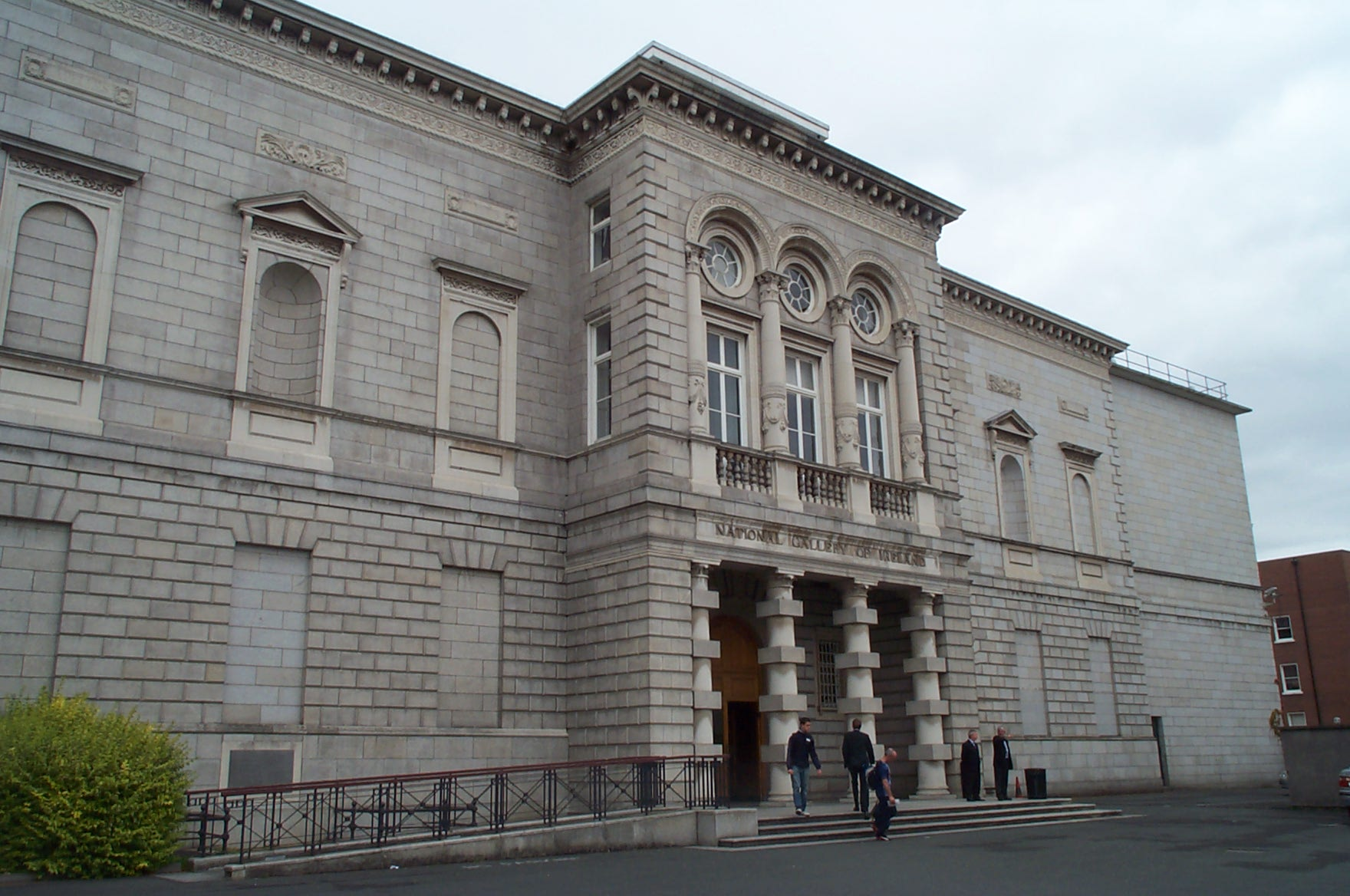
National Gallery of Ireland, que le fils de Pigot, John, a beaucoup contribué à créer.

De ses fils, le plus connu est probablement John Edward (1822-1871), l'aîné, qui est un ami proche du poète et membre de Jeune Irlande Thomas Davis (homme politique irlandais). Il est admis au barreau et pratique pendant quelques années en Inde, mais on se souvient mieux de lui en tant que collectionneur réputé de musique irlandaise et pour avoir joué un rôle de premier plan dans la fondation de la Galerie nationale d'Irlande, dont il est l'un des gouverneurs d'origine. David junior est un maître à la Cour de l'Échiquier : il épouse Christina Murray, fille de Sir James Murray (médecin) (en), l'éminent médecin et chimiste et sa première épouse Mary Sharrock, et est le père du célèbre jésuite et astronome australien Edward Pigot (1858- 1929). Thomas (1837-1910), le fils cadet, est un ingénieur réputé ; Jonas Quain (1834-1913) le quatrième fils, est un avocat devenu juge à Calcutta. La fille de Pigot, Marie, épouse le médecin Robert Dyer Lyons en 1856. 
Dans la vie privée, le juge, comme son fils John, est un musicien très compétent. Il partage également l'enthousiasme de John pour le projet de la National Gallery, et bon nombre des premières discussions sur le projet ont lieu dans sa maison de Merrion Square. Il est membre de la Royal Irish Academy.